# Biblioteca Mario Vargas Llosa (Lima)
La Biblioteca Mario Vargas Llosa se encuentra ubicada en la Casa de la Literatura Peruana, centro cultural del Ministerio de Educación, en la antigua Estación Desamparados en la ciudad de Lima. La biblioteca tiene una infraestructura y diseño especialmente acondicionados. La biblioteca se integra a otros espacios de lectura que ofrece la institución como la Sala de Literatura Infantil Cota Carvallo y el Café Literario. 
Se trata de una biblioteca pública especializada en Literatura y disciplinas afines. Cuenta con dos salas con estanterías abiertas que brindan acceso libre y gratuito para la lectura literaria a personas de distintas edades, formación, intereses y gustos. La biblioteca ofrece servicios atendidos por bibliotecólogos y mediadores educativos y culturales que acompañan y facilitan las búsquedas y uso de los recursos informativos literarios. Además, en la biblioteca se generan experiencias de lectura y escritura de los ya lectores y se motiva la iniciación de otros nuevos. La biblioteca pone a disposición del público una variada colección bibliográfica física y virtual que, en conjunto con una programación cultural y lectora, contribuyen a la formación del hábito lector, un espíritu de reflexión, investigación y diálogo, así como para desarrollo de una identidad literaria colectiva.

## Historia
El 24 de febrero del 2010, antes que Mario Vargas Llosa sea galardonado con el Premio Nobel de Literatura, el escritor visitó la Casa de la Literatura Peruana para reinaugurar la biblioteca que lleva su nombre. La biblioteca se inició con una bibliografía básica de la literatura peruana. Esta biblioteca, ubicada en el centro del sótano de la antigua Estación Desamparados, está rodeada de un panel informativo. Mario Vargas Llosa colaboró con material inédito de su archivo personal para que sea parte de los paneles que rodean la estantería de libros.
El nombre de la biblioteca representa un homenaje al escritor Mario Vargas Llosa por su destaca trayectoria en el ámbito literario peruana y mundial. Los paneles informativos que rodean la biblioteca fueron realizadad con criterios curatoriales para presentar mediante fotografías y textos la vida y obra del escritor desde la década de 1960 hasta la actualidad. Los pasajes de su vida están retratados con fotografías inéditas que forman parte del archivo personal del autor que han sido cedidas para la conceptualización del diseño de la biblioteca. Además, en los paneles informativos se muestran citas de sus textos más conocidos, de acuerdo a cada periodo de publicación en la que se incluye una sección de crítica literaria a las obras del escritor. 
La bibliografía inicial de las obras de Vargas Llosa fue conformada por 93 ejemplares de sus principales obras publicadas hasta el 2009. Posteriormente, la colección de libros dedicada al escritor se ha incrementado. Entre los ejemplares destacan 17 volúmenes en alemán, 8 volúmenes en inglés, 12 en italiano y 21 en francés, traducciones de sus obras que son ampliamente solicitadas por los turistas extranjeros. Un ejemplar de la obra La guerra del fin del mundo fue firmado por el escritor durante su visita a la biblioteca.
La biblioteca ha crecido en volúmenes de libros y en servicios desde su inauguración para atender nuevas demandas bibliográficas de los usuarios. Además, de la biblioteca que funciona actualmente, el 13 de enero de 2018 se inauguró la Sala de Investigadores de la Biblioteca Mario Vargas Llosa, ubicada en el sótano de la institución cultural. Esta sala pone a disposición del público la vasta bibliografía de la literatura peruana, hispanoamericana y universal a través un servicio de estantería abierta para los lectores y el uso de equipos para la consulta del catálogo en línea y la sala multimedia. 

## Arquitectura
El espacio en homenaje a Mario Vargas Llosa fue concebido en el lugar donde antes estuviera la sala de espera de la estación de trenes. La biblioteca se ubica debajo de un vitral Inglés que fue restaurado.
En 2010, el equipo liderado por David Mutal recibieron el Primer lugar en el Premio de la XIV Bienal de Arquitectura Peruana, Categoría Rescate del patrimonio en Lima: Remodelación de la Estación de los Desamparados. El arquitecto David Mutal se encargó del concepto y diseño del espacio biblioteca en homenaje al escritor Mario Vargas Llosa.
La antigua Estación de los Desamparados se ha convertido en un centro cultural dentro del circuito de visitas en el Centro de Lima. En la actualidad, la exestación ha adaptado su uso con salas de lectura, entre ellas la Biblioteca Mario Vargas Llosa, la Sala de Investigación, el Café Literario y la Sala Infantil Cota Carvallo.
| |
| Ubicación de la Biblioteca Mario Vargas Llosa y Sala de Investigación dentro de la Exestación de los Desamparados. |

| |
| Ubicación de la Sala Infantil Cota Carvallo y el Café Literario de la Casa de la Literatura Peruana en la antigua Estación de Desamparados. |

|                                           |
| Vista de la biblioteca debajo del vitral. |

| |
| Sala de investigación inaugurada el 13 de enero de 2018 en el sótano de la Casa de la Literatura Peruana. |

## Misión
La misión de la biblioteca está en relación con la visión y los objetivos institucionales de la Casa de la Literatura Peruana.
"Contribuir al desarrollo lector, literario y cultural de las personas, y en concordancia con los fines de la institución a través de adecuados servicios y recursos bibliotecarios para el fortalecimiento de la ciudadanía".
- Implementar planes y procedimientos de gestión bibliotecaria para el adecuado funcionamiento de las salas de lectura y sus colecciones.

- Implementar proyectos, programas y actividades destinadas a la promoción del libro y la lectura, la investigación literaria y el fortalecimiento de las capacidades en el uso de la información como medio de desarrollo cultural.
- Proponer la adquisición de material bibliográfico destinada a las salas de lectura de la institución por medio de compras, donaciones, canjes o préstamos interbibliotecarios.
- Sistematizar las estadísticas de lectoría, uso y demanda del patrimonio bibliográfico y posteriormente en otros soportes de información de las salas de lectura.
- Difundir contenidos y productos de información del patrimonio bibliográfico de las salas de lectura en coordinación con el Equipo de Promoción Literaria de la institución.
- Establecer coordinaciones con las diversas áreas de trabajo institucional según los planes y proyectos de trabajo: Administración, Promoción Literaria, Curaduría e Investigación.

- Establecer coordinaciones con otras instituciones, en el ámbito local, nacional o internacional, que posibiliten trabajar en conjunto proyectos bibliotecarios literarios.

- Implementar el uso de la tecnología para la mejora de los procesos de gestión de la biblioteca y el desarrollo de proyectos literarios innovadores y colaborativos.

## Usuarios
La biblioteca atiende a usuarios que son especializados y otros son lectores literarios. Provienen la mayor parte de la ciudad de Lima, especialmente, de los distritos cercanos a Cercado de Lima. La mayor parte los usuarios son jóvenes, adultos y adultos mayores. Los investigadores literarios independientes y los que investigadores de la Casa de la Literatura utilizan frecuentemente sus acervos bibliográficos para sus producciones de contenidos y exposiciones.

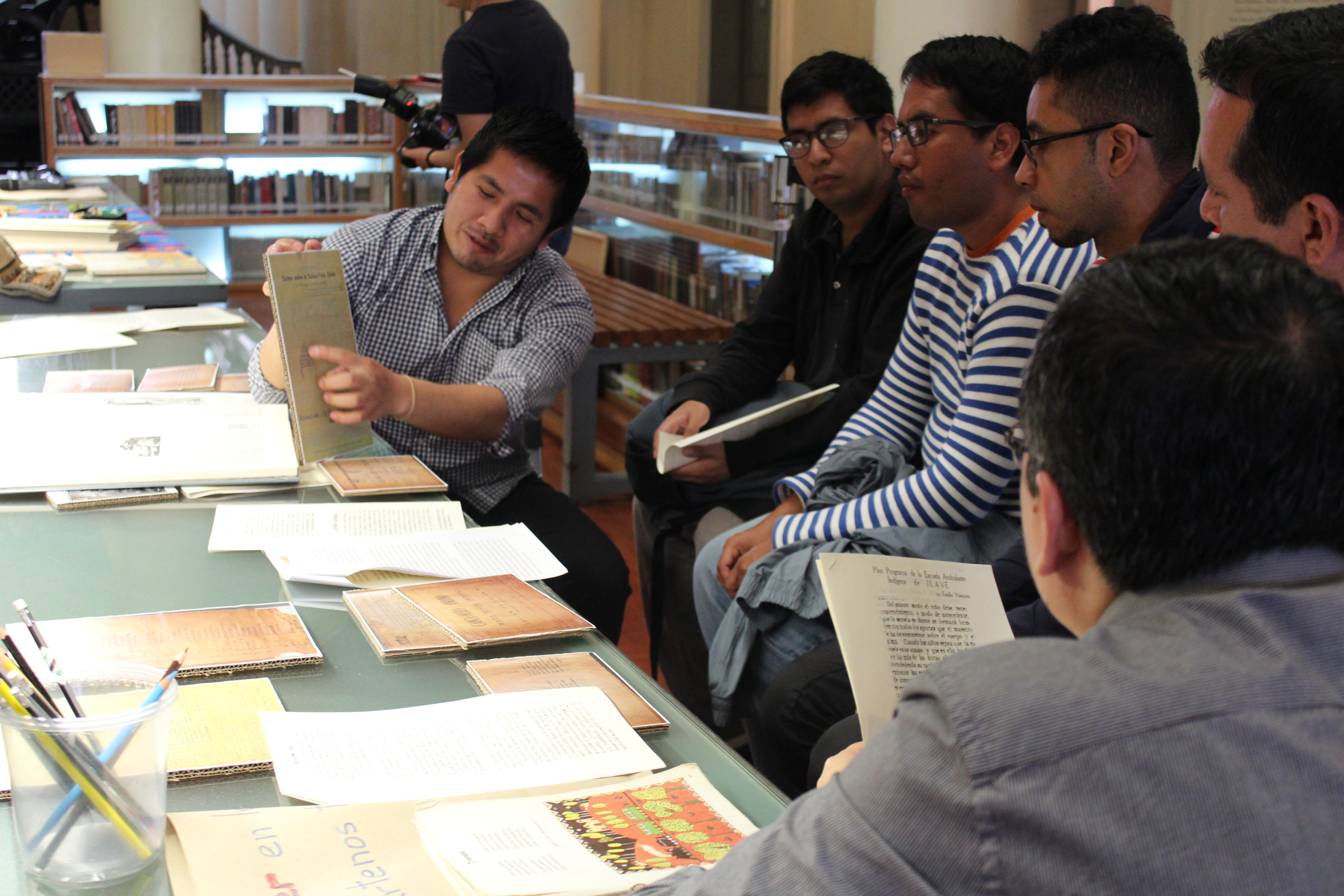
Jóvenes lectores de la biblioteca
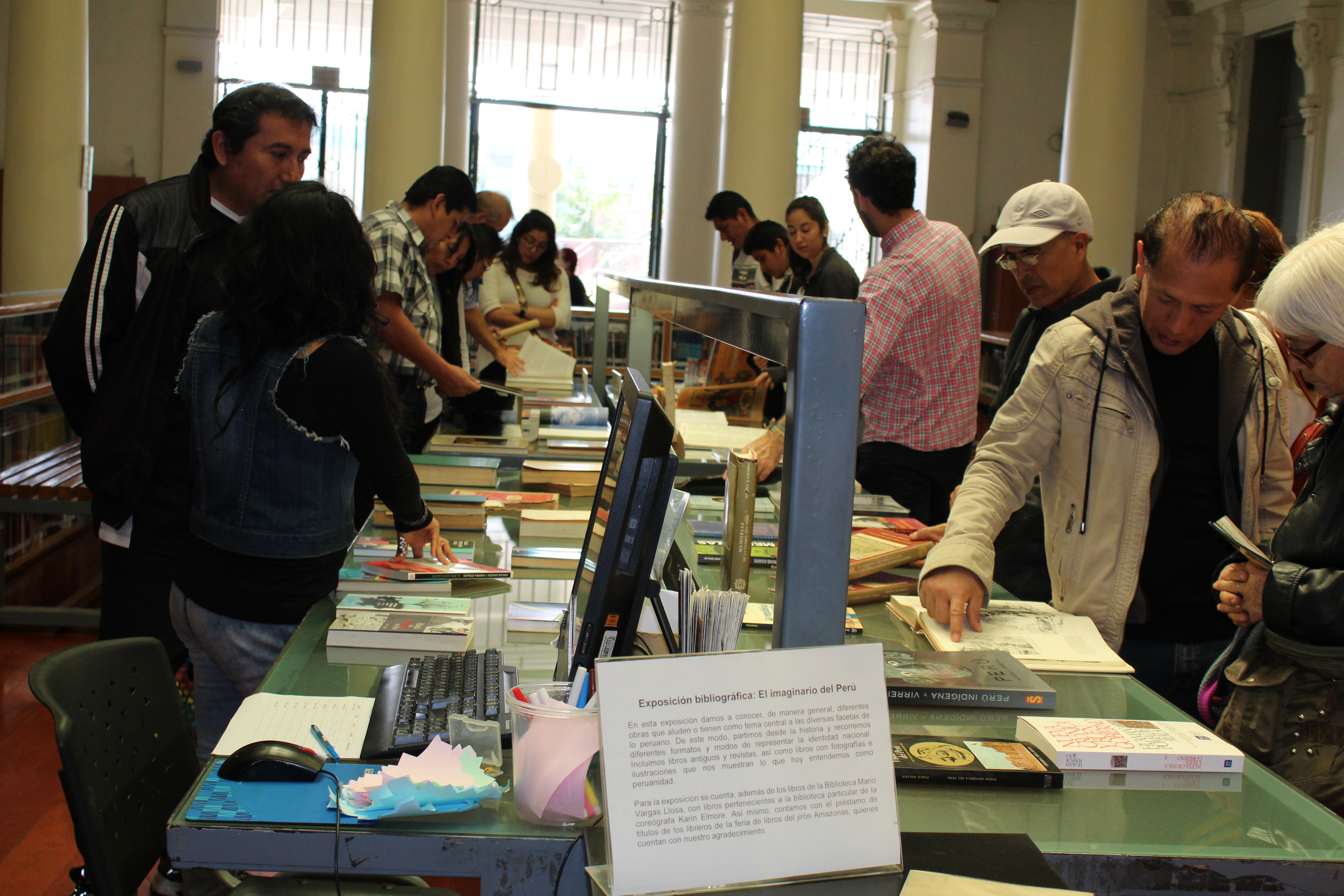
Los fines de semana la biblioteca recibe lectores jóvenes, adultos y adultos mayores
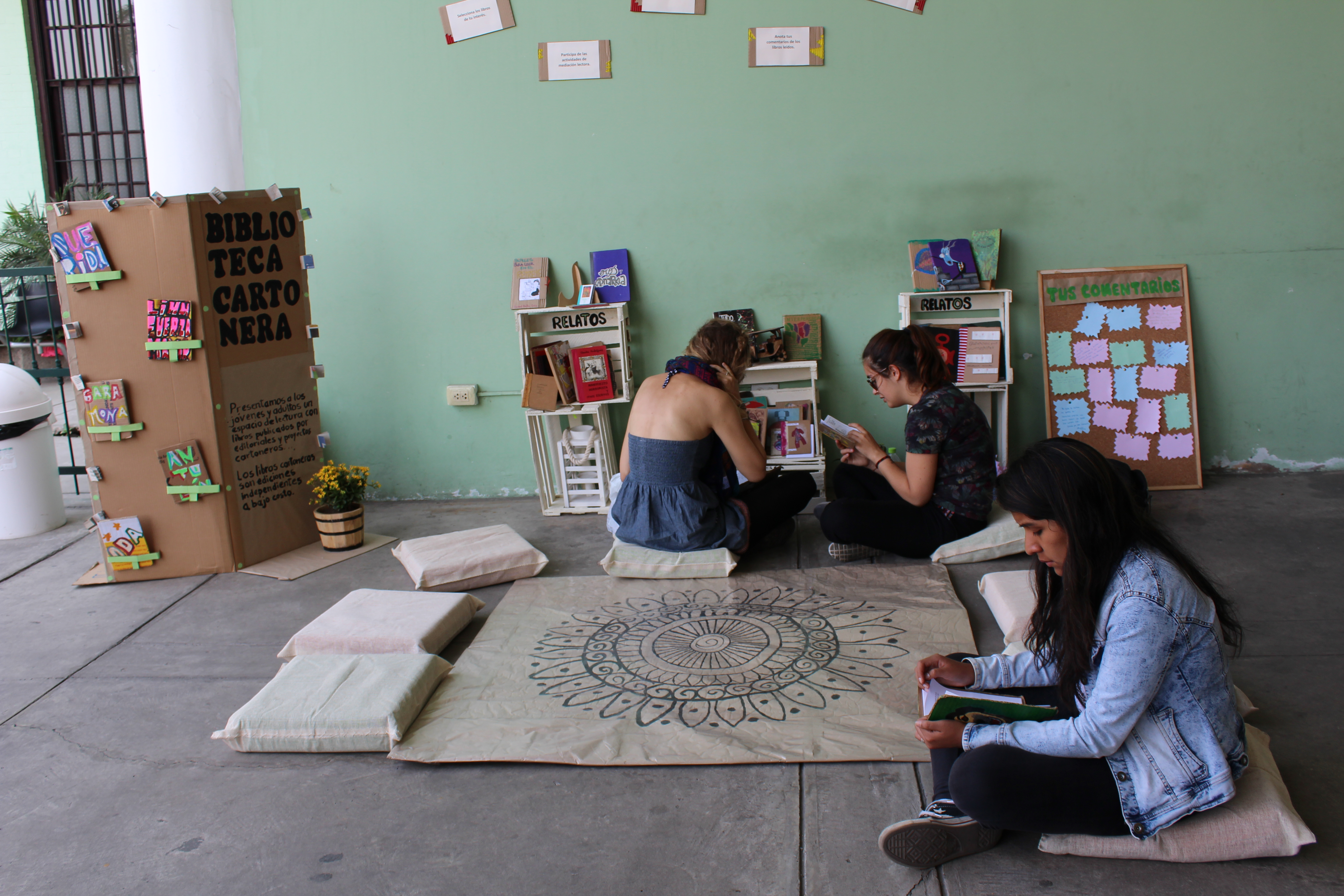
Los lectores interesados en la lectura al paso

## Colecciones
La Biblioteca Mario Vargas Llosa cuenta con las siguientes colecciones que se distribuyen de la siguiente manera:
Biblioteca Mario Vargas Llosa (Sala 9)

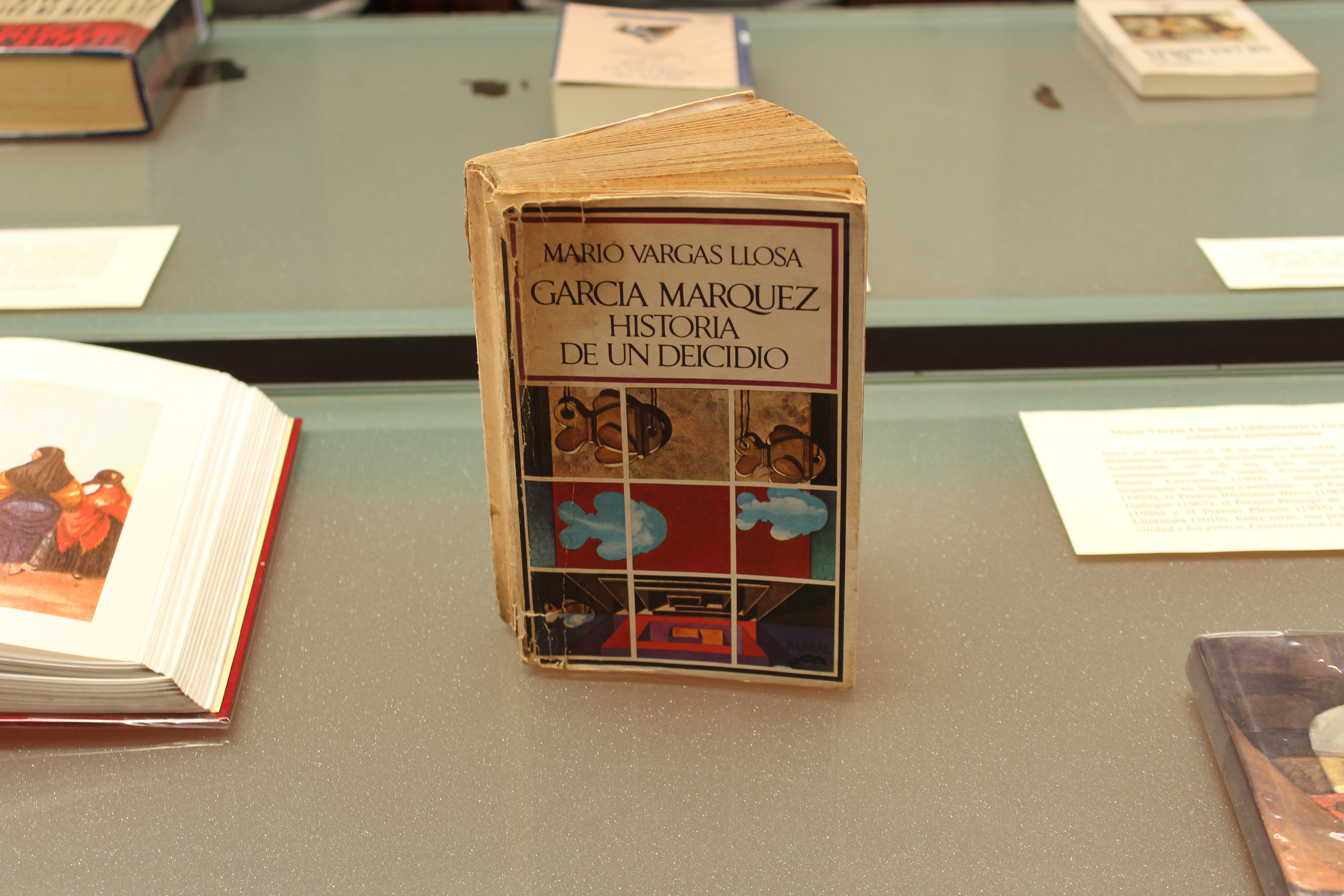
Libro " Gabriel García Márquez: La historia de un deicidio" escrito por Mario Vargas Llosa.

- Colección Mario Vargas Llosa: obras del autor, estudios críticos y obras referentes a su universo literario.
- Colección Interdisciplinaria: libros de antropología, historia, filosofía, arte, entre otras.
- Otras colecciones: historietas, literatura juvenil, libros-objeto y publicaciones de la Casa de la Literatura.

Sala de Investigadores (Sala 10)
- Colección Literaria: obras de literatura, de crítica, estudios literarios, y publicaciones periódicas.
- Colección Pedagógica José María Arguedas: especializada en mediación lectora y enseñanza de la literatura.
- Colección Fondo Especial: libros antiguos, publicaciones periódicas y material audiovisual.

## Catálogo en línea y bases de datos
Para realizar las consultas sobre las colecciones, novedades bibliográficas, recursos electrónicos de acceso abierto y bases de datos se realiza a través del catálogo en línea.
El catálogo en línea cuenta con una sección de recursos externos de acceso abierto tales como:
- Bases de datos libres
- Repositorios digitales
- Revistas electrónicas

Asimismo, hay una sección de sobre los enlaces a catálogos de las bibliotecas del Centro Histórico de la Ciudad de Lima.

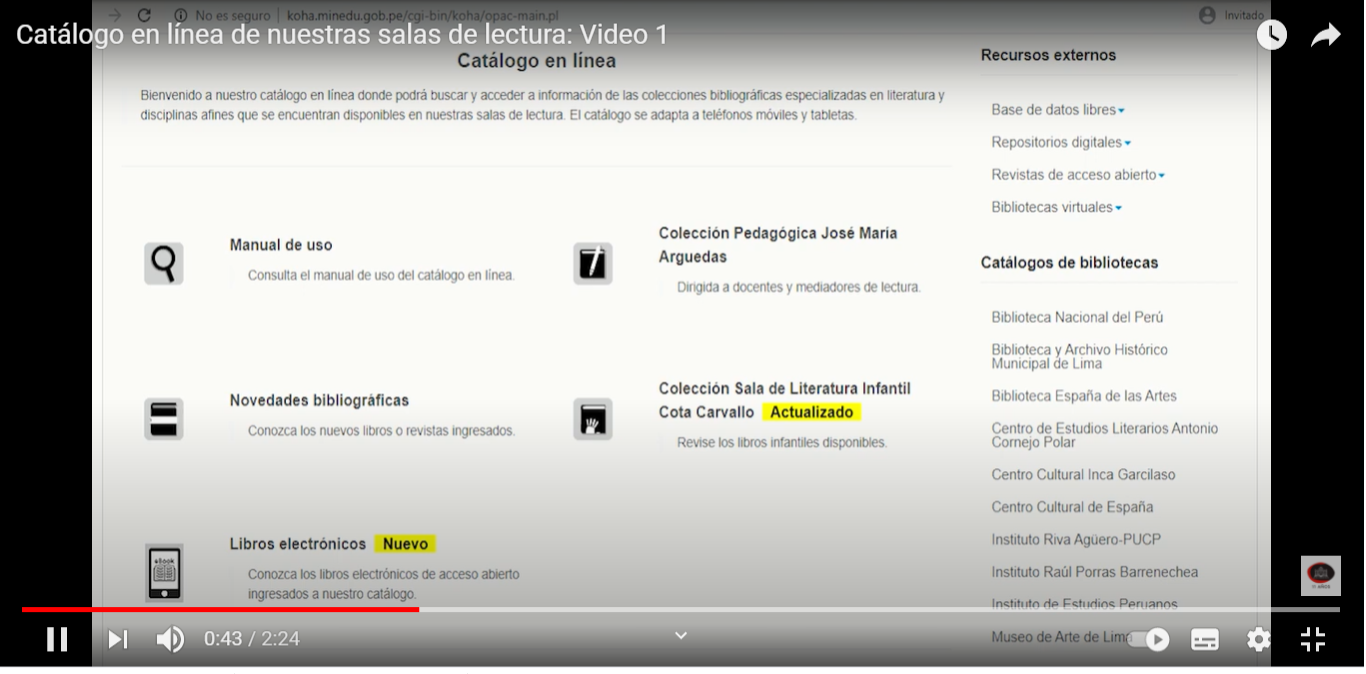
Muestra la pantalla de presentación del catálogo en línea de las salas de lectura.

## Servicios

### Presenciales
- Acceso a la lectura y al préstamo de materiales en sala
- Consulta del catálogo en línea
- Orientación bibliográfica e información de las novedades del catálogo
- Búsquedas especializadas
- Acceso a computadoras y al servicio de internet para investigación
- Digitalización autorizada de textos
- Capacitaciones especializadas
- Préstamo externo a lectores e investigadores frecuentes
- Préstamo interbibliotecario
- Préstamo de libros a los pasajeros del Ferrocarril Central Andino

### Virtuales
- Servicio de referencia virtual "Tu Bibliotecario en Línea"[13]
- Consultas por correo electrónico institucional
- Escaneo y digitalización de textos autorizados enviados por correo electrónico
- Servicios de capacitación a lectores y docentes

## Actividades
Durante la etapa presencial la Biblioteca propone una programación cultural, formativa y lectora. Desde la quincena de marzo de 2020, debido a la pandemia de COVID-19, las actividades se realizan en plataformas virtuales.

### Actividades culturales
- Conversatorios sobre temas literarios
- Charlas virtuales sobre ejes temáticos, lectura y sociedad
- Ciclos de cine y documentales sobre bibliotecas, libros y lectura
- Actividades participativas literarias
- Exposiciones bibliográficas

### Actividades de lectura
- Club de Lectura de la Casa de la Literatura[14]
- Programa de Lecturas Peruanas en Casa

### Actividades formativas
- Charlas virtuales sobre alfabetización informacional
- Talleres de capacitación para diversos públicos

### Concurso Bibliotecuento
Desde 2016 se inició el Concurso de Microrrelatos Bibliotecuento, en el mes de noviembre, en el contexto del Mes de las Bibliotecas. Se han realizado 5 ediciones con la participación de más de 3,000 microrrelatos presentados por autores de diversas ciudades del Perú. El origen del concurso fue virtual porque los microrrelatos se envían por correo electrónico a la dirección de la biblioteca. Los microrrelatos presentados deben cumplir una serie de criterios, entre ellos, contener no más de 150 palabras. Lo interesante del concurso es la temática: el mundo de las bibliotecas, los bibliotecarios, los libros y la lectura.
Los ganadores de las ediciones del concurso son:
2016: Luis Eduardo Vivero, con su microrrelato Metamorfosis en la biblioteca
2017: Pablo Chacón Blacker, con su microrrelato Confesiones
2018: Víctor Hugo Pérez Llerena, con su microrrelato Vindicación de la serpiente
2019: Ana Delia Mejía, con su microrrelato Despertar
En 2020 se realizó la convocatoria de la V Edición del Concurso Bibliotecuento cuyo periodo de convocatoria finalizó en febrero de 2021 cuya temática relaciona las bibliotecas, los libros y la lectura en tiempos de crisis.

## Publicaciones
Como parte de la política de publicaciones de la biblioteca, se han editado dos publicaciones dedicadas a los Concursos Bibliotecuento con descarga virtual desde la página web institucional de la página de la Casa de la Literatura Peruana.
- Bibliotecuento: Antología de microrrelatos 2016-2017 (publicada en 2018)[17]
- Bibliotecuento: Antología de microrrelatos 2018-2019 (publicada en 2020)[18]

## Red de Centros de Documentación de Lima
La Biblioteca Mario Vargas Llosa forma parte de la Red de Centro de Documentación de Lima con la finalidad de estrechar lazos colaborativos entre diversas bibliotecas para actividades conjuntas, presentación de proyectos y préstamos interbibliotecarios. También forman parte de la Red las siguientes instituciones:
- Biblioteca España de las Artes del Centro Cultural de la Universidad Nacional Mayor de San Marcos
- Biblioteca Guillermo Loghman Villena del Centro Cultural Inca Garcilaso de la Vega de la Cancillería Peruana
- Gran Biblioteca Pública de Lima